# V.
V. är den amerikanske författaren Thomas Pynchons debutroman, utgiven 1963. Boken handlar om Benny Profane som drar runt i efterkrigstidens USA i sökandet efter gåtfulla "V.". Det är en civilisationskritisk berättelse som gör nedslag i olika historiska tider.
Boken utkom i svensk översättning 2014.

### Webbkällor
- V. Albert Bonniers förlag